# Doftána
Doftána (románul: Dofteana) község Bákó megyében, Moldvában, Romániában.

## Fekvése
A Tatros jobb partján, Kománfalva és Aknavásár között fekvő település.

## Történelem
A falu a 18. században alakult ki. Első írásos említése 1772-ből való.
A 19. században a település a Ghica bojárcsalád birtoka volt. A falu magyar lakossága főként a Seacă elnevezésű részében él a településnek. A  szabadparaszt (rezes) lakosságú falu lakóit nyelvüket tekintve székelyeknek tartják. A faluba települt magyar lakosság nagyrészt kőolaj-kitermeléssel foglalkozik.

## Látnivalók
- Római katolikus temploma – 1830-as évek végén épült, Mihály arkangyal tiszteletére szentelték fel. Ma is álló templomát a falu lakossága építette 1861-ben.

## Hírességek
- Scarlat Longhin (1899–1979), tábornok, dermatológus, a Román Akadémia tagja